# 大蓋薩赫河

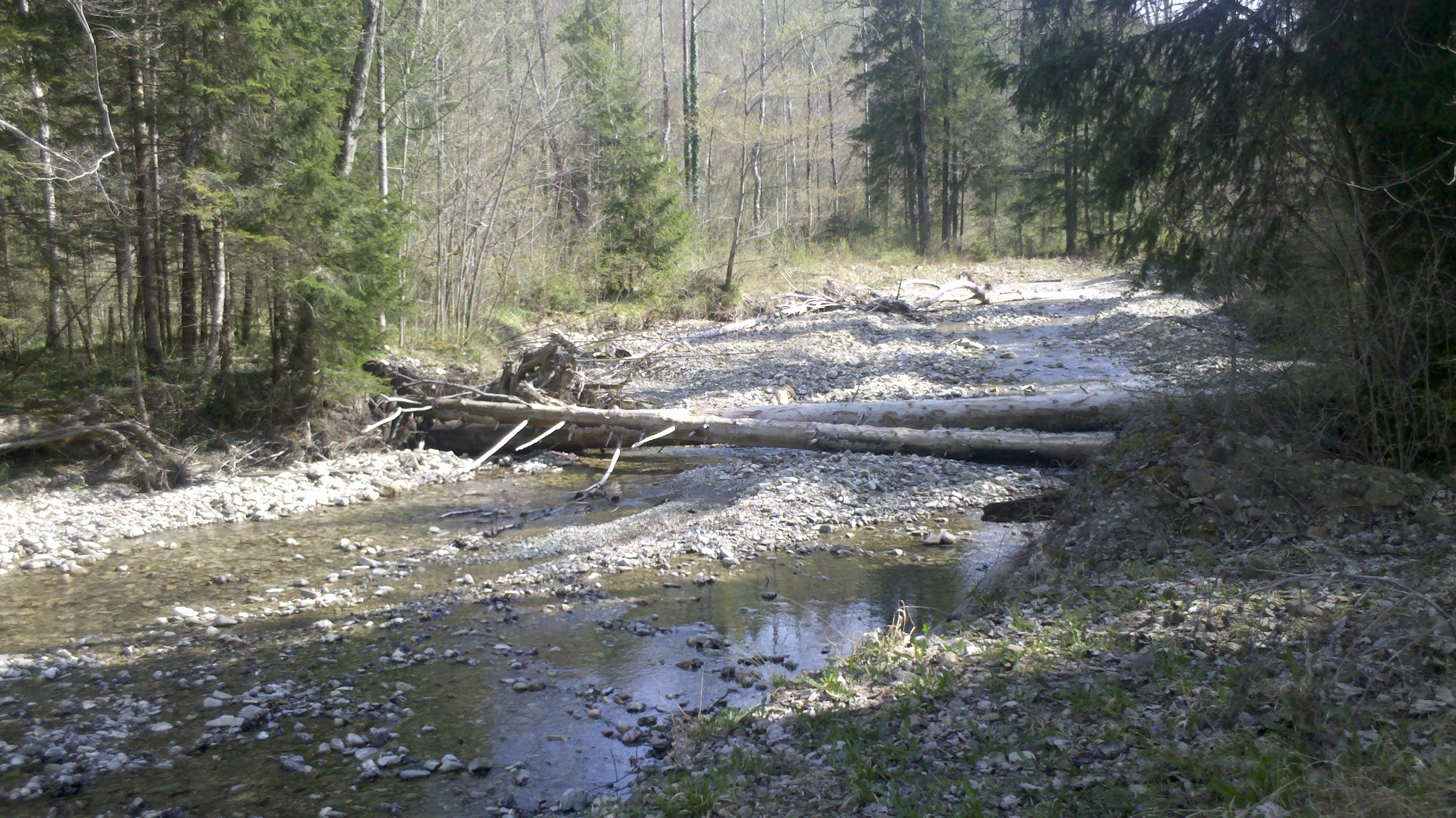

47°44′43.24″N 11°33′57.95″E / 47.7453444°N 11.5660972°E
大蓋薩赫河（德語：Große Gaißach），是德國的河流，位於該國東南部，由巴伐利亞負責管轄，屬於伊薩爾河的支流，河道全長13.9公里，流域面積34.27平方公里。